# الجبارين
الجبارين هي إحدى قُرى محافظة بيشة في الجنوب الغربي وتتبع منطقة عسير في المملكة العربية السعودية.

## الموقع
الجبارين هي أحد قري مركز الثنية البالغ عددها 56 قرية. يقع مركز الثنية على ببعد 45 كيلو متر غرب محافظة بيشة. المحافظة التي تضم ما يقارب 240 قرية.

## المرافق
يوجد في محافظة بيشة منعطافات خطرة مثل منعطف قرية الجبارين. ويوجد مسجد يسمي جامع الجبارين.

## السكان
يسكن قرية الجبارين قبيلة العطاوين، وهي فرع من اكلب.

## مشروع مدخل القرية
في عام 2018، تعثر مشروع مدخل القرية منذ عام، قلم يكتمل مشروع الزفلته والإنارة والرصف.